# Apophallus donicus
Apophallus donicus är en plattmaskart. Apophallus donicus ingår i släktet Apophallus och familjen Heterophyidae. Inga underarter finns listade i Catalogue of Life.